# St. Petri (Stegelitz)

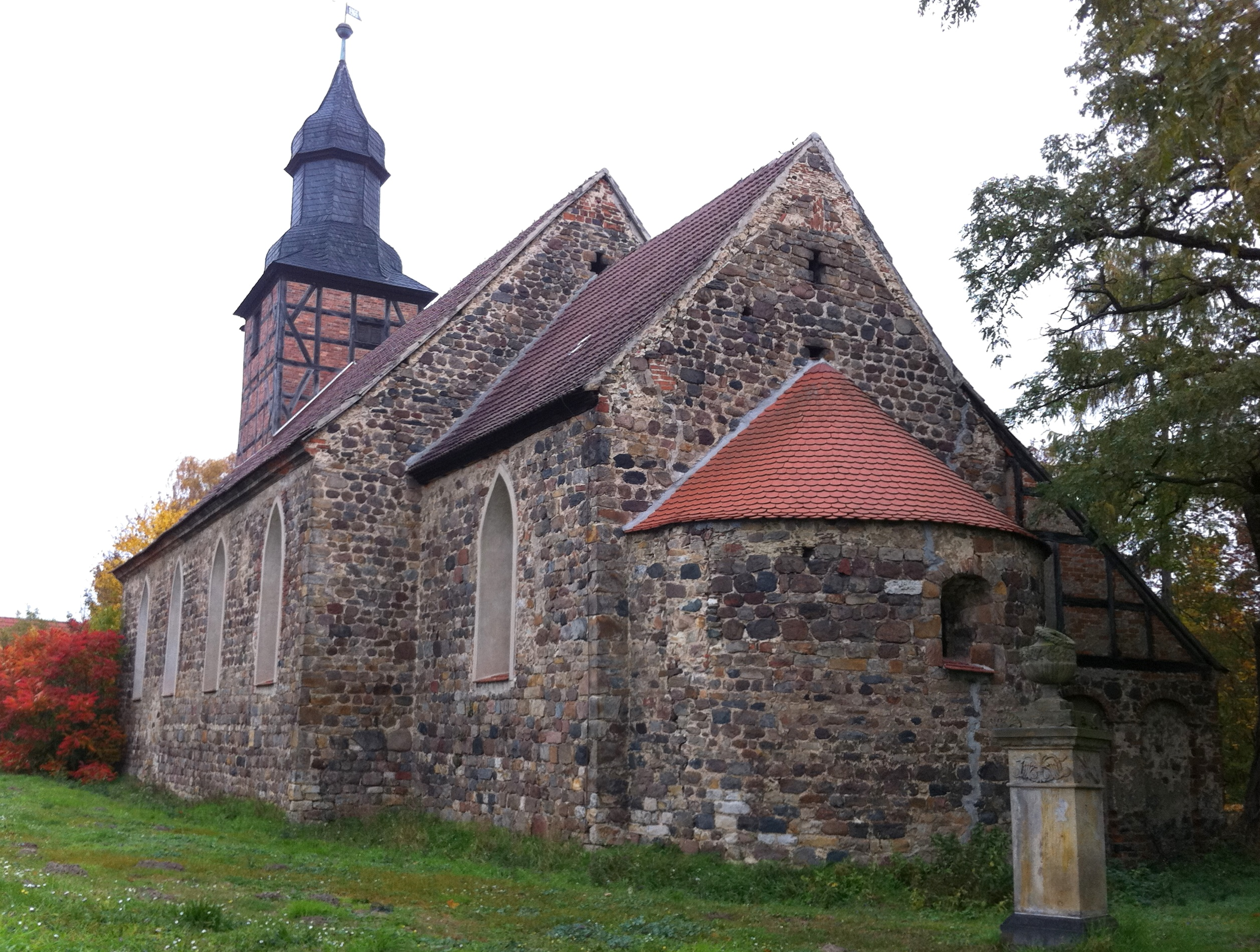
Sankt-Petri-Kirche von Südosten

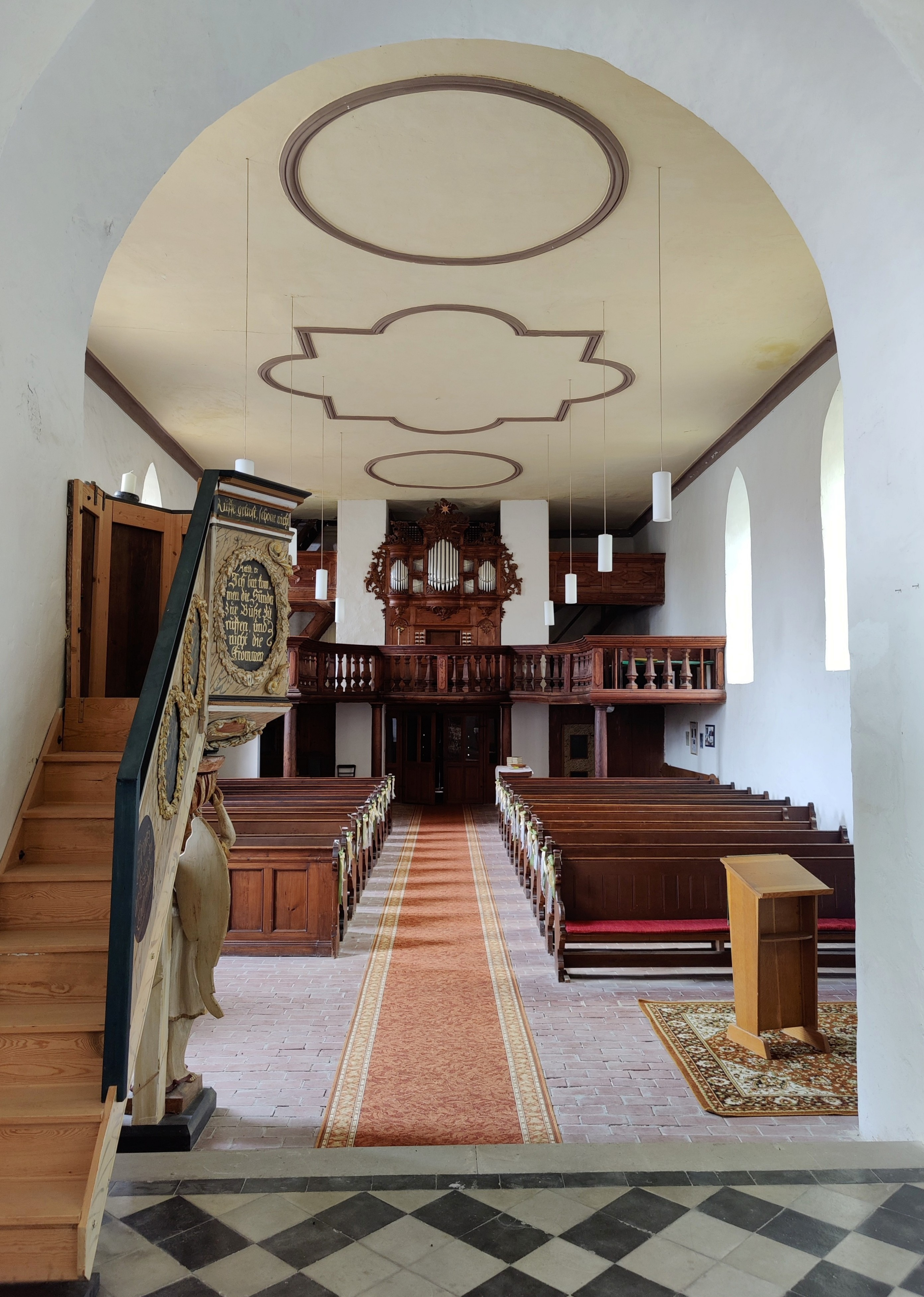
Innenraum (2021)

Sankt Petri ist die evangelische Kirche des Dorfes Stegelitz in Sachsen-Anhalt. Die Kirche im Zentrum des Ortes liegt an der „Straße der Romanik“.

## Architektur und Geschichte
Das Kirchenschiff besteht aus Feldsteinsaal, dem im Osten ein quadratischer Chorraum und eine halbkreisförmige Apsis, jeweils breitenmäßig abgesetzt, angefügt sind. Sein Ursprung geht bis in die Spätromanik des 12. Jahrhunderts zurück. 
In den Jahren 1721 bis 1727 wurde die Kirche erneuert und umgebaut. In dieser Zeit wurde auch nördlich des Chors befindet sich eine barocke Sakristei angefügt, die in ihrem Inneren über ein Kreuzgratgewölbe verfügt. Der Sockel der Kirche besteht aus einem sorgfältig gearbeiteten Mauerwerk aus Granit. Auf der nördlichen Seite des Schiffs ist ein vermauertes Portal in romanischem Stil zu erkennen. Schiff und Chor sind mit Spitzbogenfenstern, vermutlich aus dem 19. Jahrhundert, versehen und werden von einem Satteldach abgeschlossen. 
Über dem Westgiebel wurde im 18. oder Anfang des 19. Jahrhunderts ein quadratischer Fachwerkturm mit Schweifdach und achteckiger Laterne errichtet. Diese sogenannte Welsche Haube ist mit Schiefer gedeckt. Im Fachwerk findet sich die Figur des Halben Manns.

## Ausstattung
In der Kirche ist zwischen Schiff und Chor ein runder Triumphbogen angeordnet. Das Innere des Kirchenschiffs wird von einer flachen Decke überspannt. Sie ist mit einfach gestalteten Kreisfeldern geschmückt. Der um 1740 gefertigte barocke Altaraufsatz ist mit zwei Gemälden, die Abendmahl und Kreuzigung zeigen, ausgestattet und trägt das Stifterwappen des Werner von Wulffen und seiner Ehefrau Henriette Sophie von Wulffen, geborene von Platen. Die hölzerne Kanzel mit ihren barocken Ornamenten stand ursprünglich auf einer einen Engel darstellenden Kanzelträger-Figur und entstand 1701. Beide Teile befinden sich jetzt unabhängig voneinander im Kirchenraum. Darüber hinaus befinden sich mehrere barocke Skulpturen in der Kirche, die vermutlich zum Teil ebenfalls von der Kanzel stammen. Darunter ein triumphierender Christus, Johannes der Täufer, Moses und Engel. Der sechseckige kelchförmige Taufstein aus der Zeit des Barock wurde aus Rübeländer Marmor hergestellt. Die ursprünglich noch reichhaltigere barocke Ausstattung wurde im Zuge einer 1964/1965 durchgeführten „Instandsetzung“ zum Teil entfernt und verkauft. 
Innerhalb der Apsis sind noch aus dem Mittelalter stammende Sakramentsnischen erhalten. An der südlichen Wand des Schiffs befindet sich ein aus Marmor gefertigter Trophäenepitaph für den 1743 verstorbenen W. von Wulffen.
Bemerkenswert ist das im 16. Jahrhundert aus Backstein gefertigte Portal zum Kirchhof.

### Hartmann-Orgel

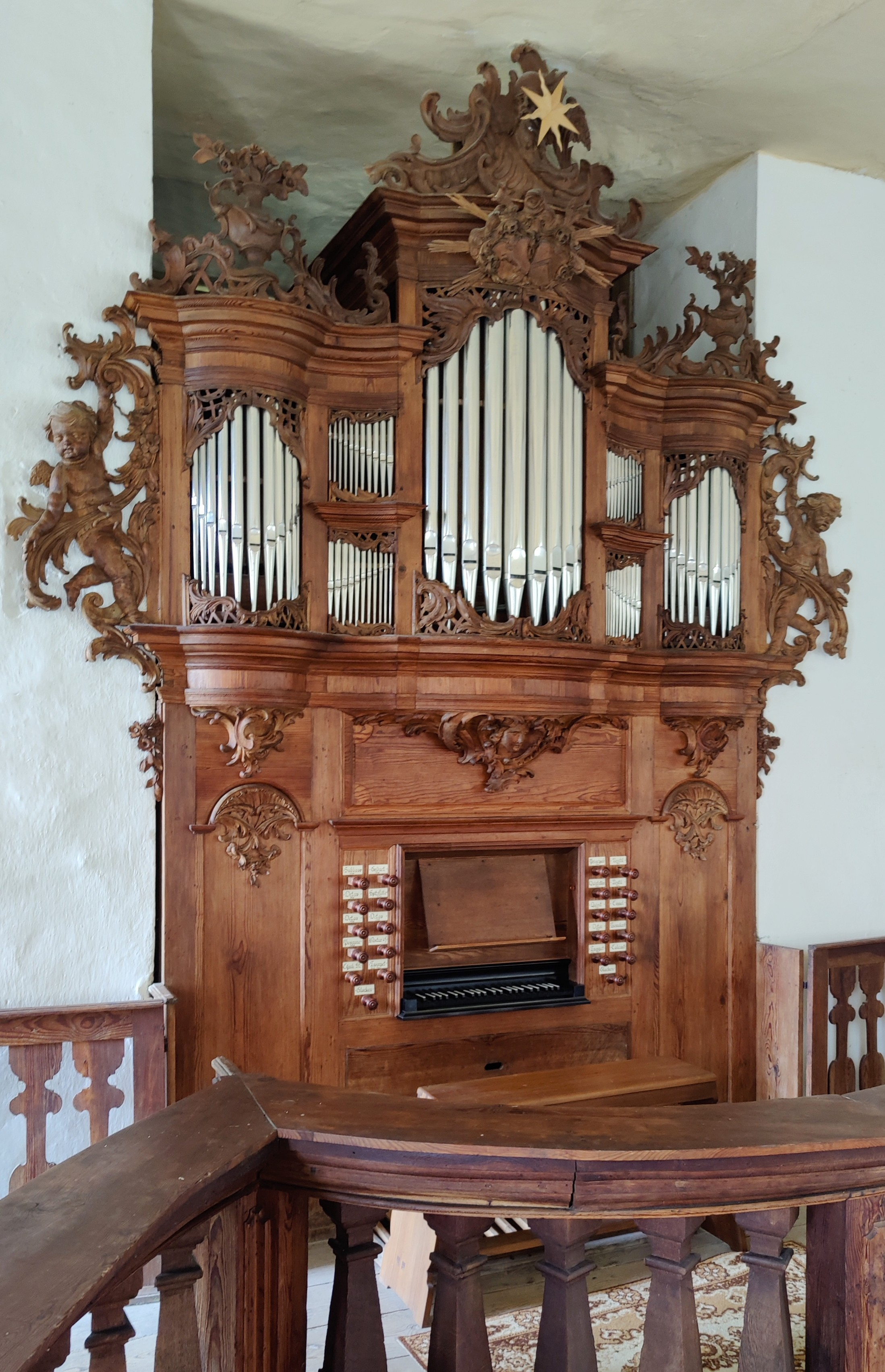
Orgel

Die Orgel auf der Westempore der Sankt-Petri-Kirche wurde 1748 von dem Orgelbauer und Silbermann-Schüler Johann Georg Hartmann aus Magdeburg geschaffen.
Ihr Rokoko-Prospekt wurde aus Kiefern- und Lindenholz geschnitzt. Auf dem Prospekt befindet sich das Allianzwappen der Familien von Wulffen und von Ledebur. Die Balustrade der auf der Westseite befindlichen Orgelempore ist geschwungen und ruht auf toskanischen Säulen. 
Das Instrument hat 13 Register auf einem Manualwerk und Pedal sowie einen Cymbelstern als Effektregister. Angelegt ist ebenfalls der Mechanismus eines Schalenglockenspiels, dessen Glocken rekonstruiert werden müssen. 1997 wurde die Orgel umfassend restauriert und steht unter Denkmalschutz. Sie erklingt unter anderem im Stegelitzer Orgelsommer.
| Manualwerk C,D–c3 |             |    |
| 1.                | Principal   | 4′ |
| 2.                | Gedackt     | 8′ |
| 3.                | Quintatön   | 8′ |
| 4.                | Spitzfloite | 4′ |
| 5.                | Quint       | 3′ |
| 6.                | Octav       | 2′ |

| (Fortsetzung) |                              |    |
| 7.            | Super Octav                  | 1′ |
| 8.            | Mixtur IV                    |    |
| 9.            | Trompet                      | 8′ |
|               | Tremulant                    |    |
|               | Cymbelstern                  |    |
|               | Schalenglockenspiel (vakant) |    |

| Pedal C,D–d1 |         |     |
| 10.          | Sub Baß | 16′ |
| 11.          | Octav   | 8′  |
| 12.          | Octav   | 4′  |
| 13.          | Posaune | 16′ |

- Koppel: Pedalcoppel

## Galerie

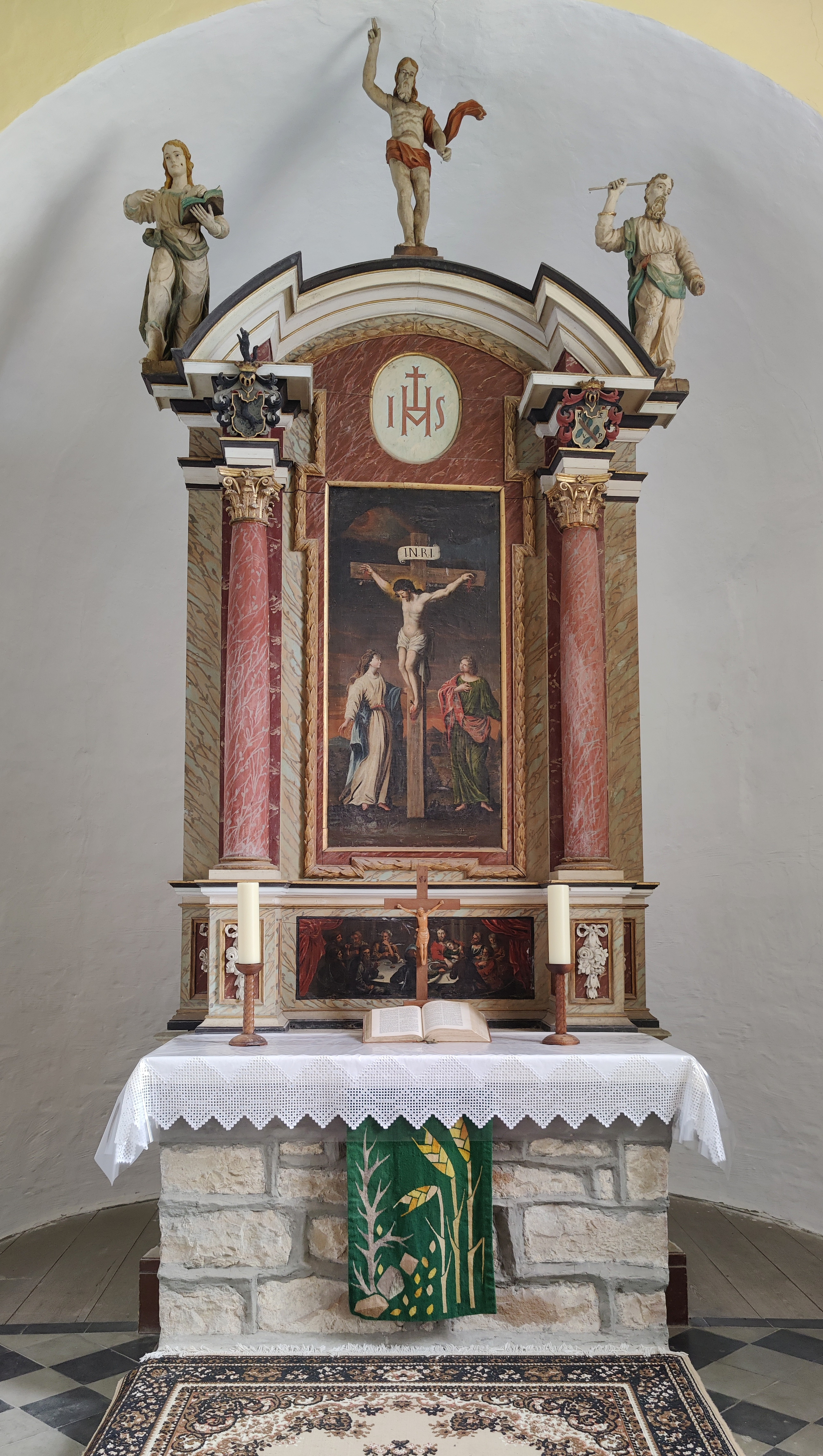
Altar
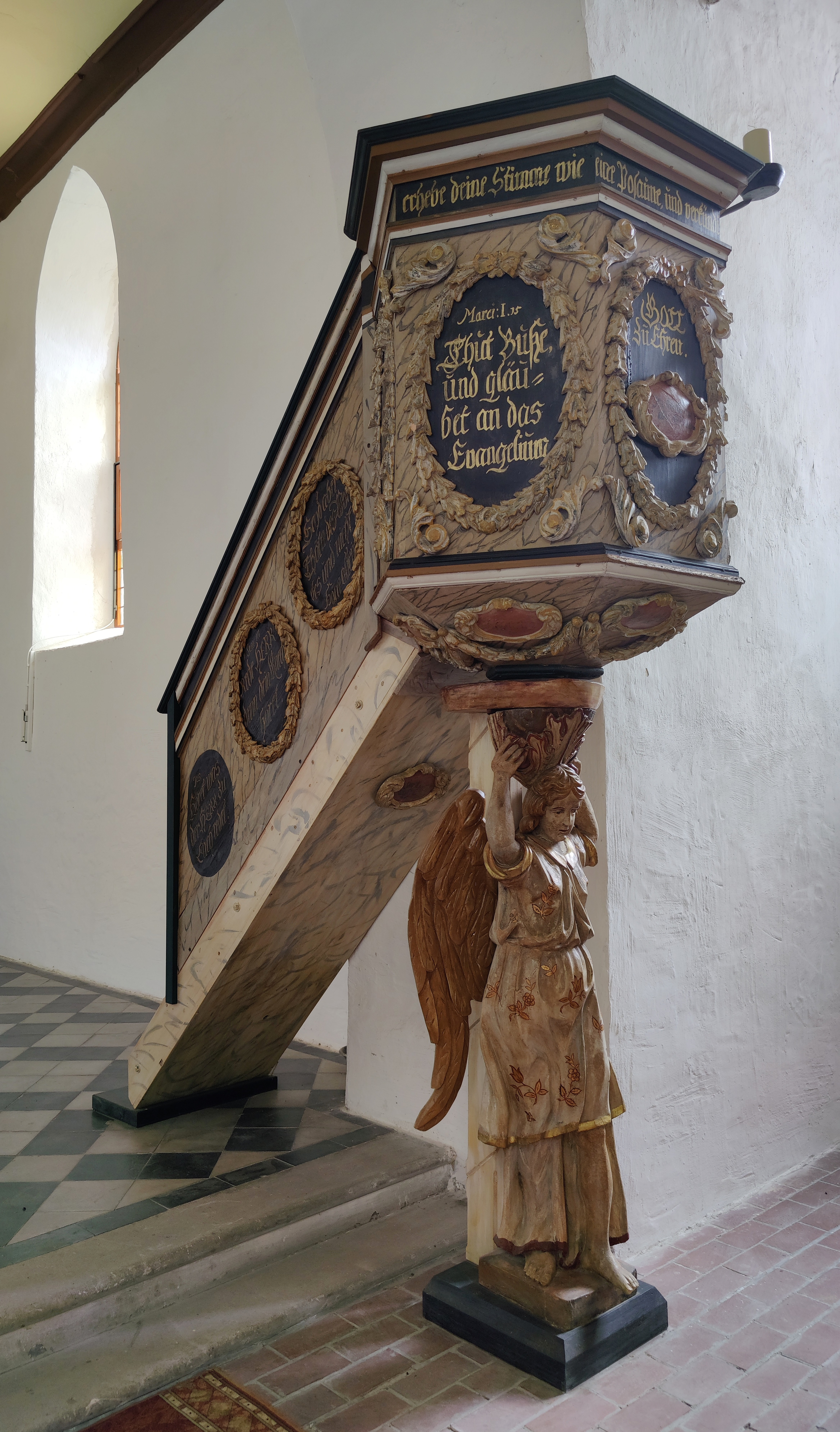
Kanzel
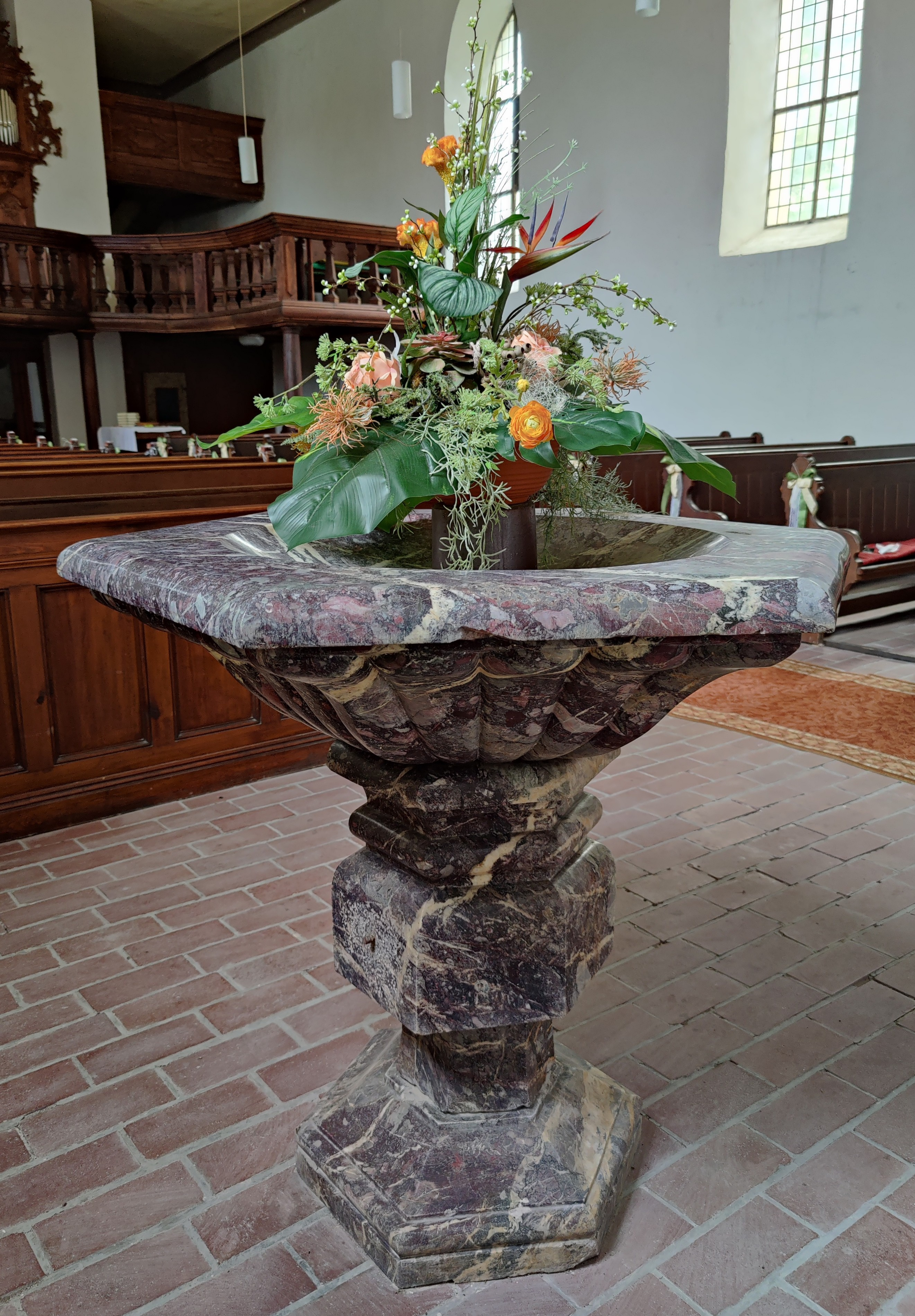
Taufstein
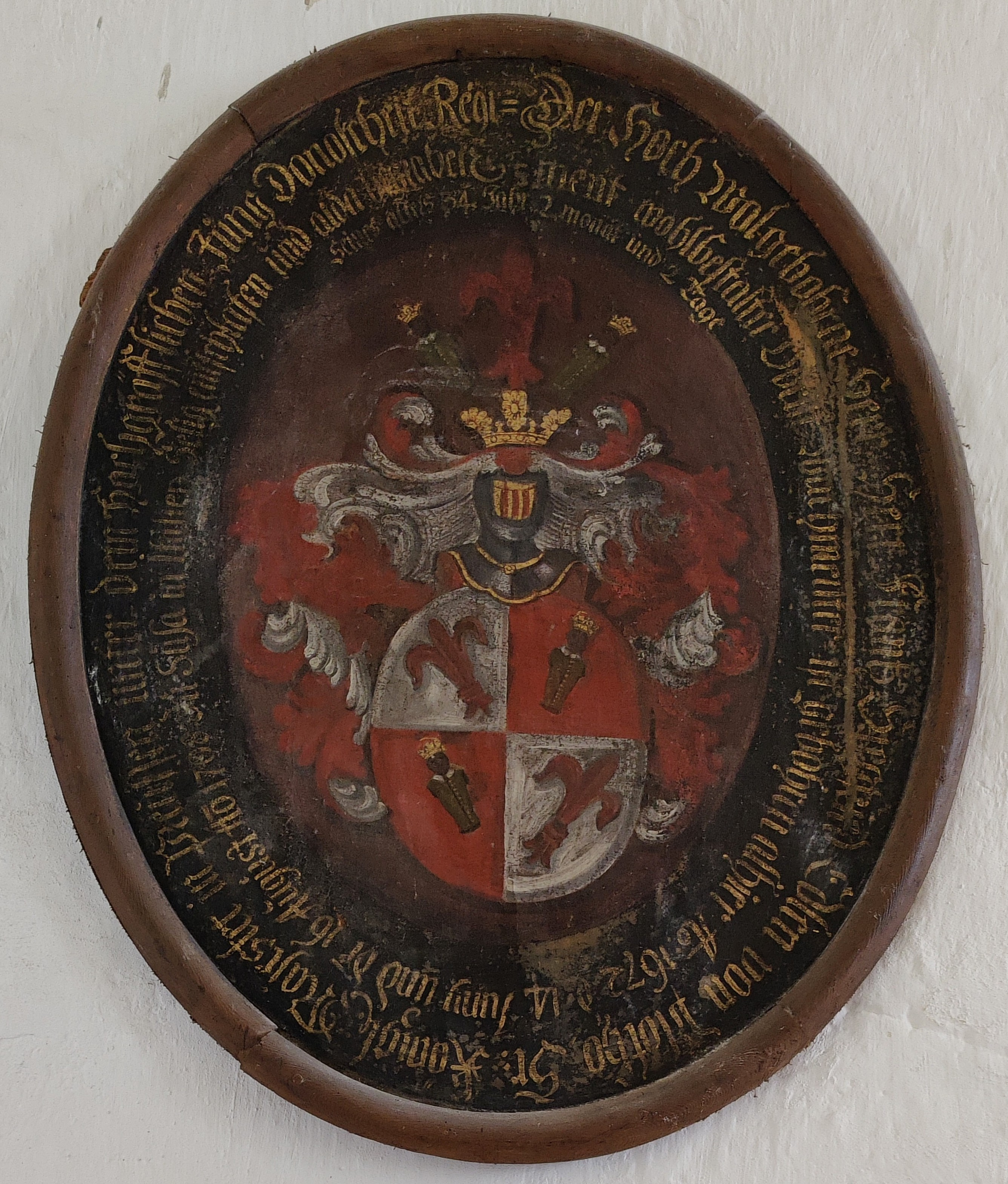
Wappen
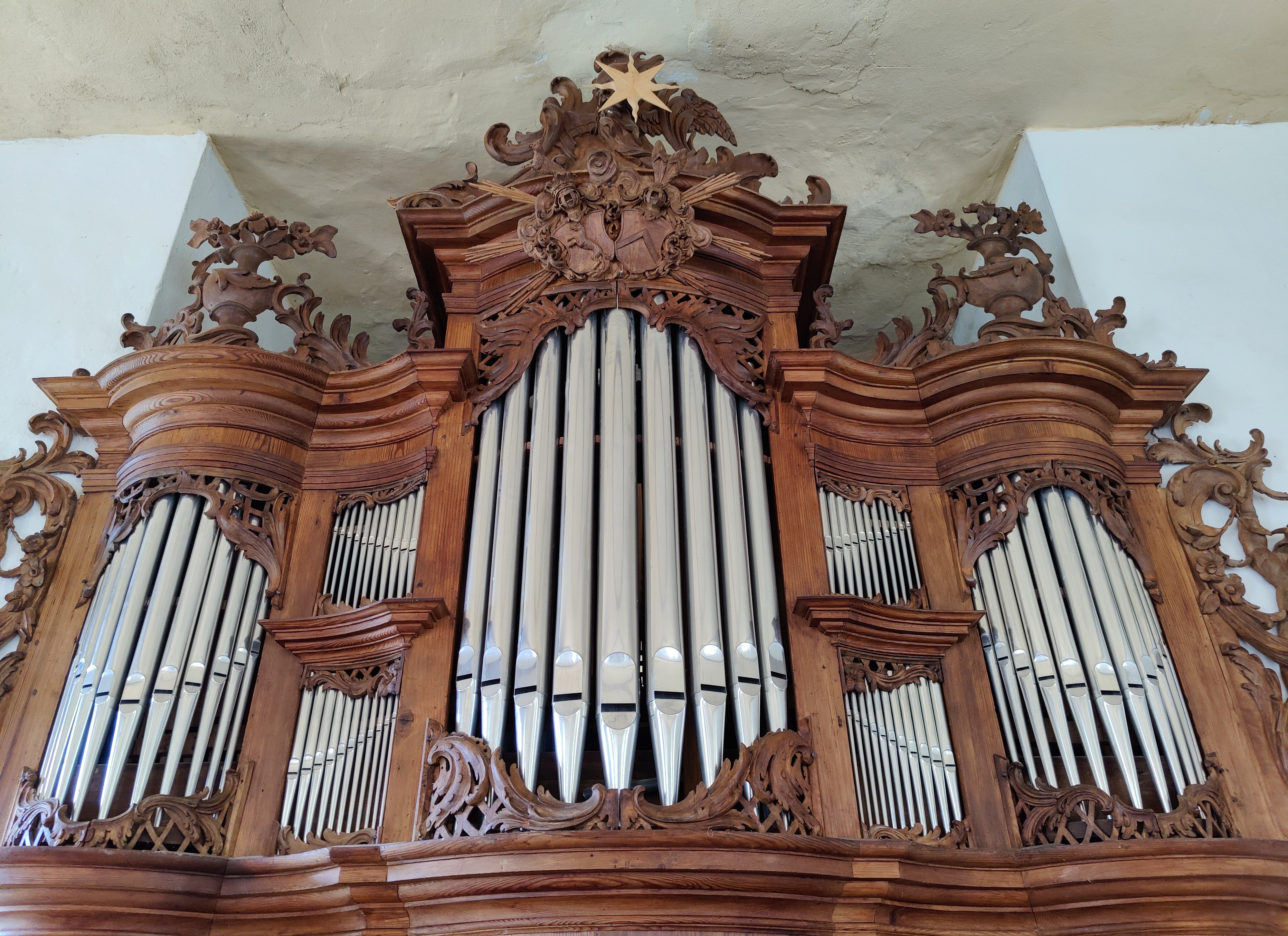
Orgelprospekt
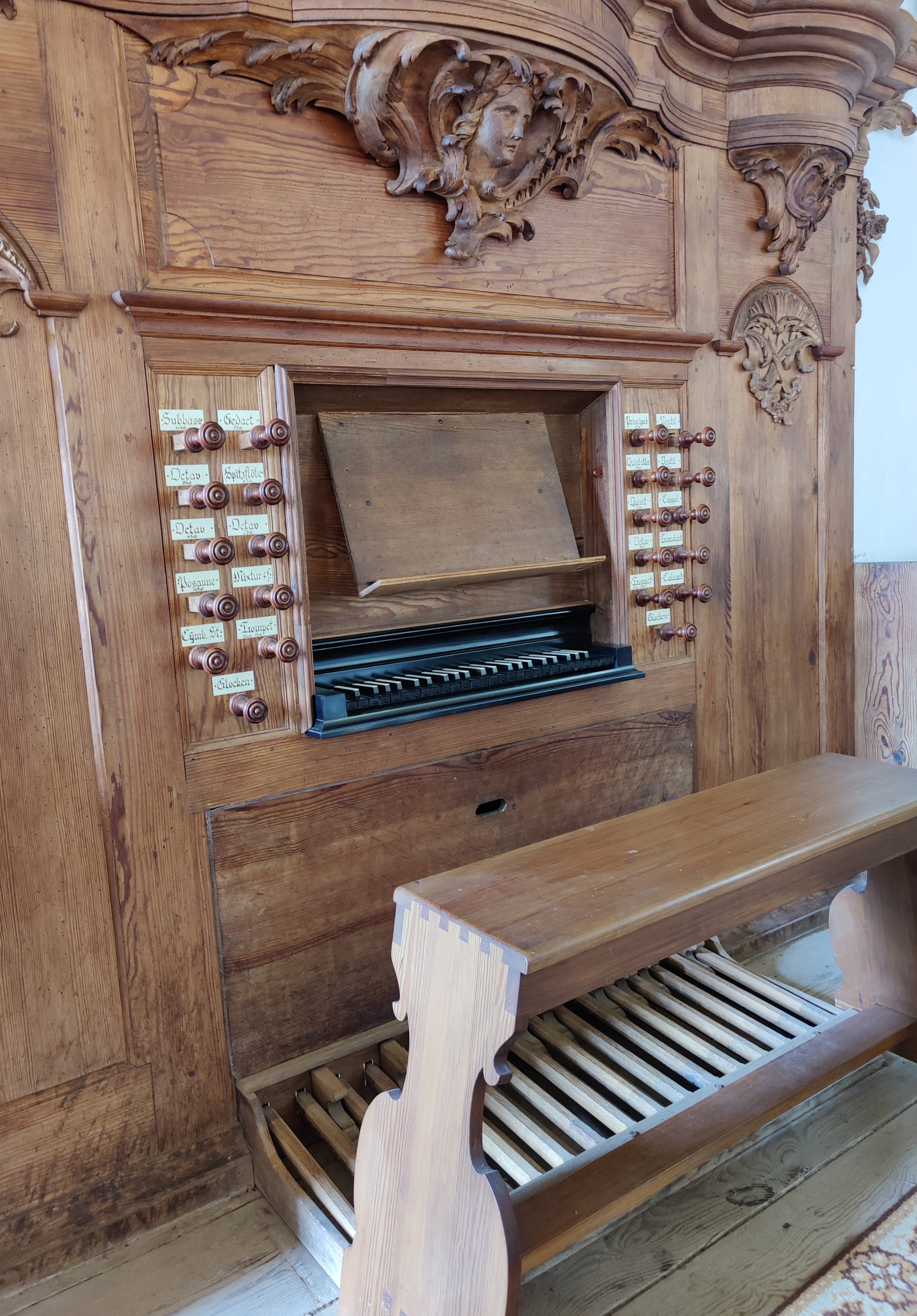
Spielschrank der Orgel